# Rico
Rico — библиотека JavaScript для разработки насыщенных интернет приложений. Предоставляется открытым кодом. Rico предоставляет полную поддержку Ajax, управление посредством «drag&drop» и библиотеку кинематографических эффектов. Rico поддерживает JSON и Prototype.

## Особенности
- LiveGrid — элемент управления, позволяющий автоматически обновлять HTML-таблицу через Ajax.
- Animation Effects — В Rico 2.0 присутствует инструмент для анимирования, утверждается, что он более гибок, чем другие веб-приложения для анимирования. Анимация в Rico может быть приостановлена или остановлена, к ней могут быть применены другие эффекты, что позволяет создавать анимацию, чутко реагирующую на действия пользователя.
- Behaviors — В Rico можно создавать компоненты «с поведением», как в Adobe Flex и OpenLaszlo.
- Styling — Rico предлагает несколько кинематографических и простых эффектов на своём очень простом интерфейсе.
- Drag and Drop — Имеется простой интерфейс для того, чтобы добавить в приложение поддержку «drag and drop».
- Ajax Support — В Rico имеется интерфейс для регистрирования Ajax-овых обработчиков запросов, а также регистрирования объектов HTML и JavaScript как Ajax-овых обработчиков.